# Elliptio marsupiobesa
Elliptio marsupiobesa är en musselart som beskrevs av George Damon Fuller 1972. Elliptio marsupiobesa ingår i släktet Elliptio och familjen målarmusslor. Inga underarter finns listade i Catalogue of Life.